# Звёздная система Осаму Тэдзуки
«Звёздная система» — художественный приём, придуманный японским мангакой Осаму Тэдзукой и активно применявшийся им в работе над мангами. Суть приёма заключается в том, что придуманные автором персонажи являются актёрами, играющими различные роли в различных произведениях. Такой способ стал одной из отличительных особенностей стиля Осаму Тэдзуки.

## Описание
«Звёздная система» была тщательно спланирована и организована. Вымышленные герои, придуманные Осаму Тэдзукой, зачастую фигурировали не только в одной манге, а в нескольких. При этом в каждом произведении внешность, характер, а иногда и имена героев отличались. Некоторые персонажи являлись исключительно авторским вымыслом, другие же были созданы по образу друзей и коллег Осаму Тэдзуки, либо знаменитых киноактёров. При этом некоторых персонажей автор придумал ещё до начала карьеры мангаки. «Звёздная система» стала предметом обсуждений среди поклонников творчества Осаму Тэдзуки, а также предметом изучения среди специалистов. Вместе с тем она применялась только Тэдзукой, другими же мангаками она практически не использовалась. Некоторые читатели высказывали мнение, что «звёздная система» отражала любовь Тэдзуки к кино.

## Актёры
- Атом (Астробой) — главный персонаж манги Tetsuwan Atom. Также появился в манге Black Jack[7].
- Бибимба — персонаж, появившийся в мангах Black Jack и Aporo no Uta[8].
- Бун Марикуби — персонаж, которого Тэдзука нарисовал по образу французского актёра Лино Вентуры[9].
- Ацетилен Лэмп — персонаж, зачастую исполнявший роли второстепенных злодеев в мангах Тэдзуки. Мангака периодически изображал внезапно появляющуюся свечу над головой персонажа. Данного персонажа Тэдзука создал по образу своего давнего друга, который имел вмятину на голове и его из-за этого часто дразнили окружающие[2][4].
- Ким Сансаку — персонаж, исполнявший в основном отрицательные роли. Был создан по образу сына часовщика, которого знал Тэдзука[2].
- Кэнъити — персонаж, фигурировавший во многих ранних мангах Тэдзуки. Исполнил роль Пита в Shin Takarajima, также фигурировал в мангах Vampire Devils, Metropolis, The Lost World и многих других[10].
- Осаму Тэдзука — камео, зачастую появлявшийся в мангах для достижения комического эффекта[11].
- Рок Хоум — персонаж, впервые появившийся в манге Тэдзуки Shonen tantei Rock Home, а впоследствии и в других произведениях, где играл как основные, так и второстепенные роли[12].
- Сюнсаку Бан (Хидэоядзи) — персонаж, которого Тэдзука впервые начал рисовать ещё в школьные годы. Мужчина средних лет с белыми усами, он часто играл роль детектива, врача или учителя. Тэдзука создал его по образу и подобию дедушки своего друга детства[4][11].